# Вайдбах

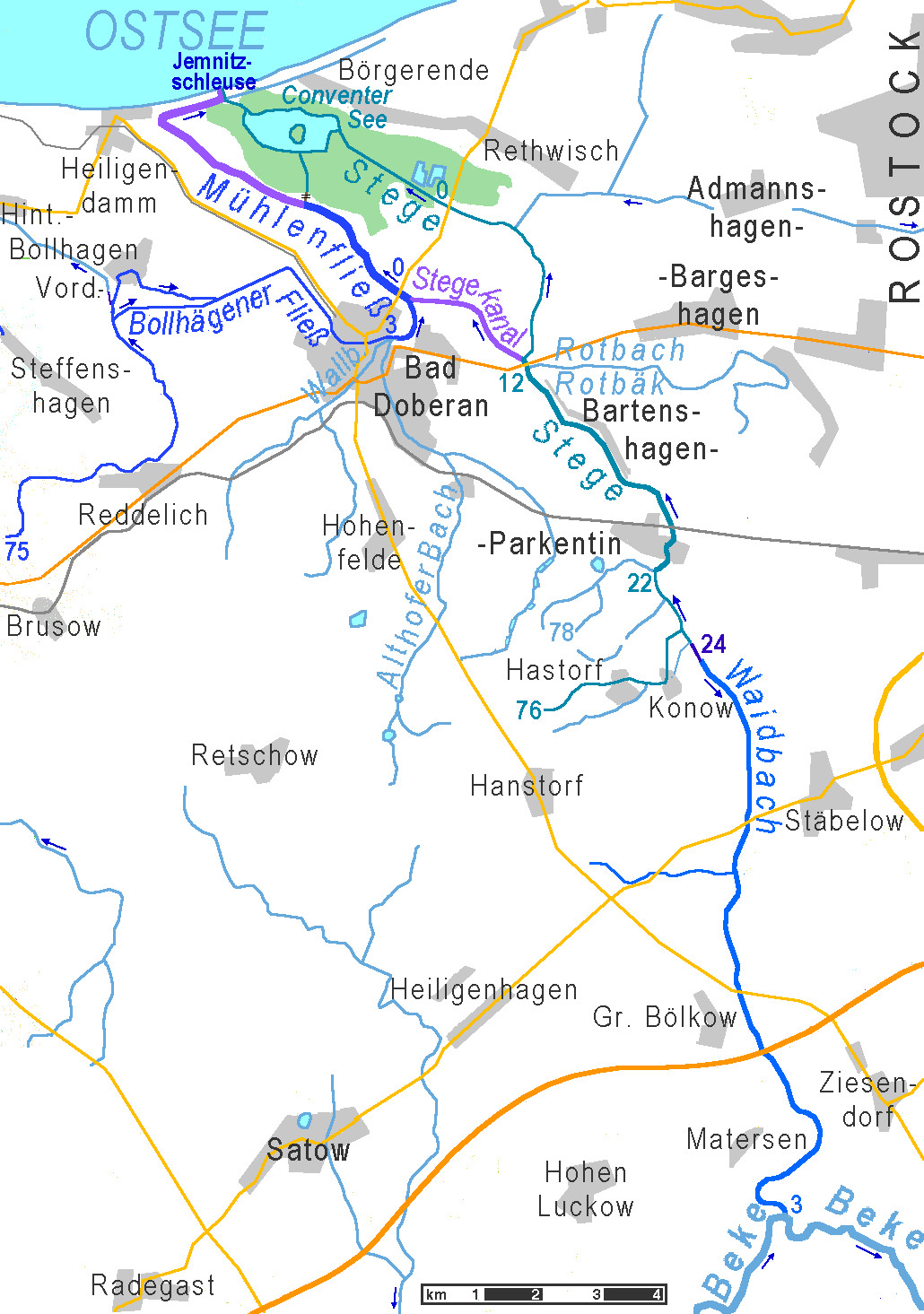
Мюленфлис, Штеге и Вайдбах.
Тёмно-лиловый — участок непостоянного направления течения.

Вайдбах (нем. Waidbach) — река в Германии, протекает по земле Мекленбург-Передняя Померания. Длина реки составляет 11,487 км.